# Hornaing
Hornaing (Aussprache [ɔʁˈnɛ̃], niederländisch Horning) ist eine französische Gemeinde mit 3522 Einwohnern (Stand: 1. Januar 2022) im Département Nord in der Region Hauts-de-France. Sie gehört zum Arrondissement Douai und ist Mitglied im Gemeindeverband Communauté d’agglomération Cœur d’Ostrevent. Die Einwohner werden Hornaingeois und Hornaingeoises genannt.
Die Gemeinde erhielt 2024 die Auszeichnung „Zwei Blumen“, die vom Conseil national des villes et villages fleuris (CNVVF) im Rahmen des jährlichen Wettbewerbs der blumengeschmückten Städte und Dörfer verliehen wird.

## Geographie
Die Gemeinde Hornaing liegt im Nordfranzösischen Kohlerevier und im Regionalen Naturpark Scarpe-Schelde, etwa auf halbem Weg zwischen den Städten Douai und Valenciennes. Umgeben wird Hornaing von den Nachbargemeinden Wandignies-Hamage im Norden, Hélesmes im Osten, Escaudain im Süden und Erre im Westen.

## Bevölkerungsentwicklung
| Jahr      | 1962 | 1968 | 1975 | 1982 | 1990 | 1999 | 2011 | 2020 |
| Einwohner | 3403 | 3178 | 3102 | 2971 | 2931 | 2942 | 3521 | 3548 |

## Sehenswürdigkeiten und Kultur
- Kirche Saint-Calixte
- Veranstaltungszentrum Salle d’Œuvres Sociales E.Ferrari
- stillgelegte Zeche Heurteau mit dem heutigen Heizkraftwerk Houillières

Die Riesenfigur Hornaings heißt Philippotte de Lannoy.

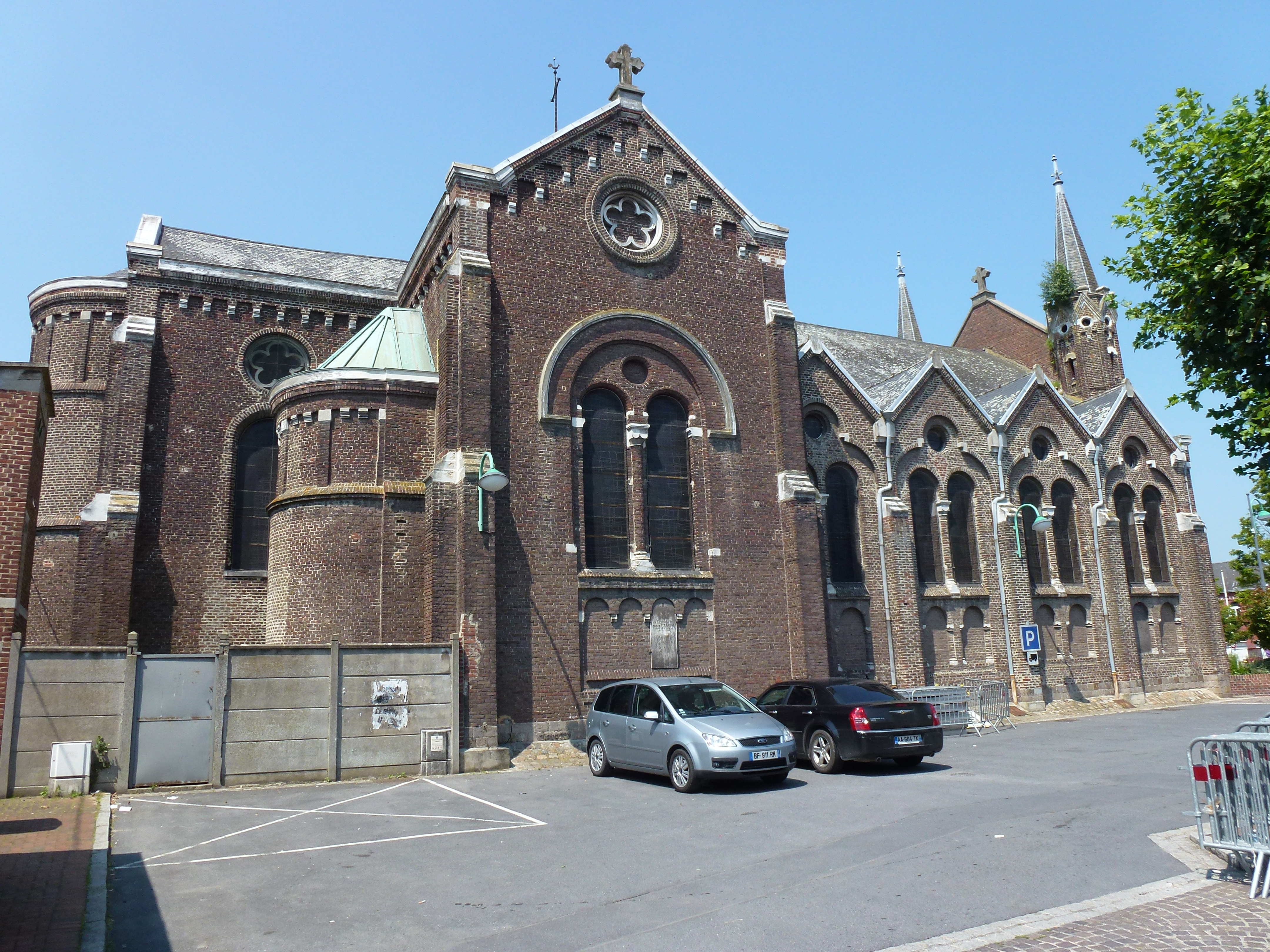
Kirche Saint-Calixte in Hornaing
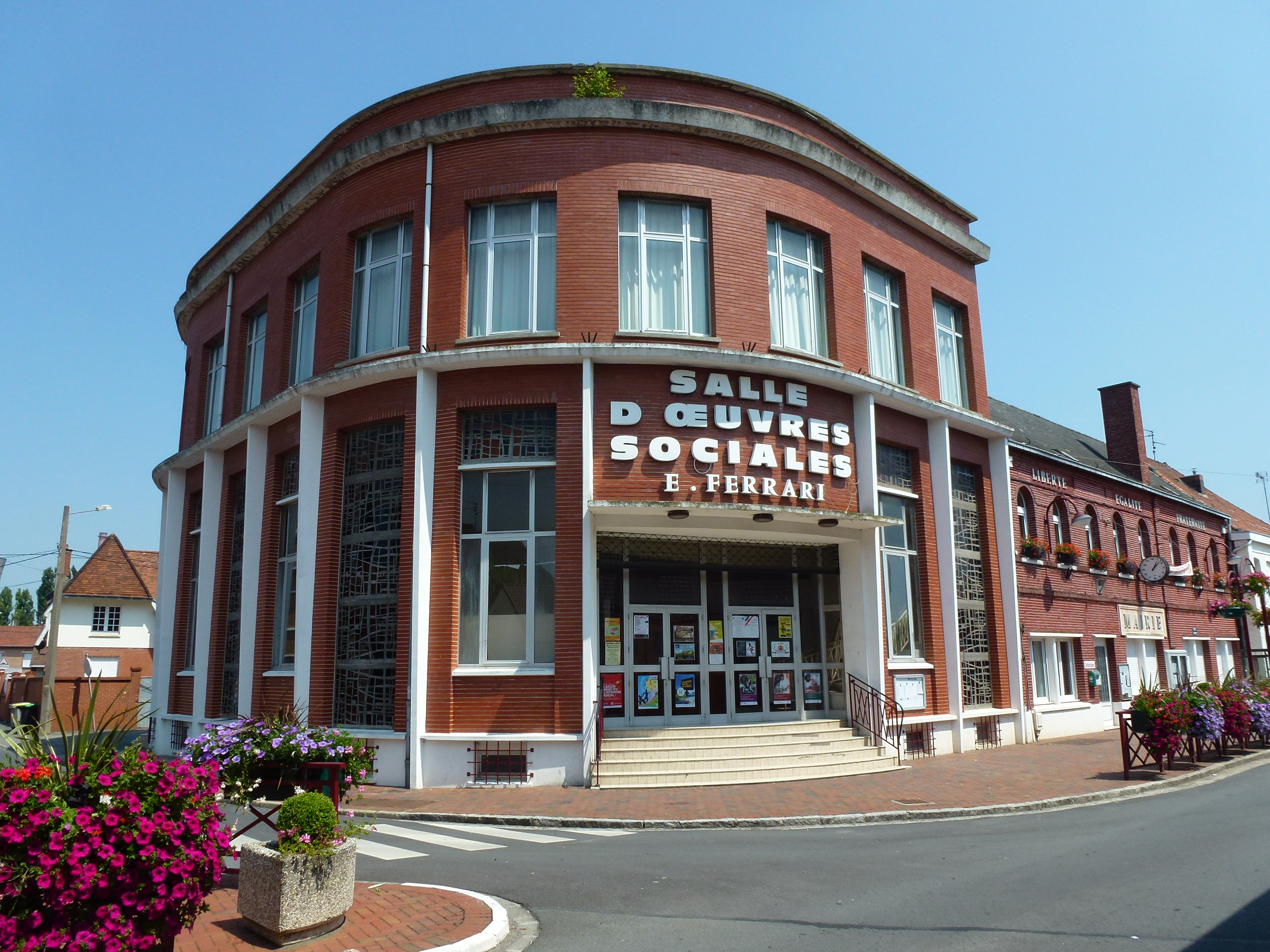
Veranstaltungszentrum Salle d’Œuvres Sociales E.Ferrari
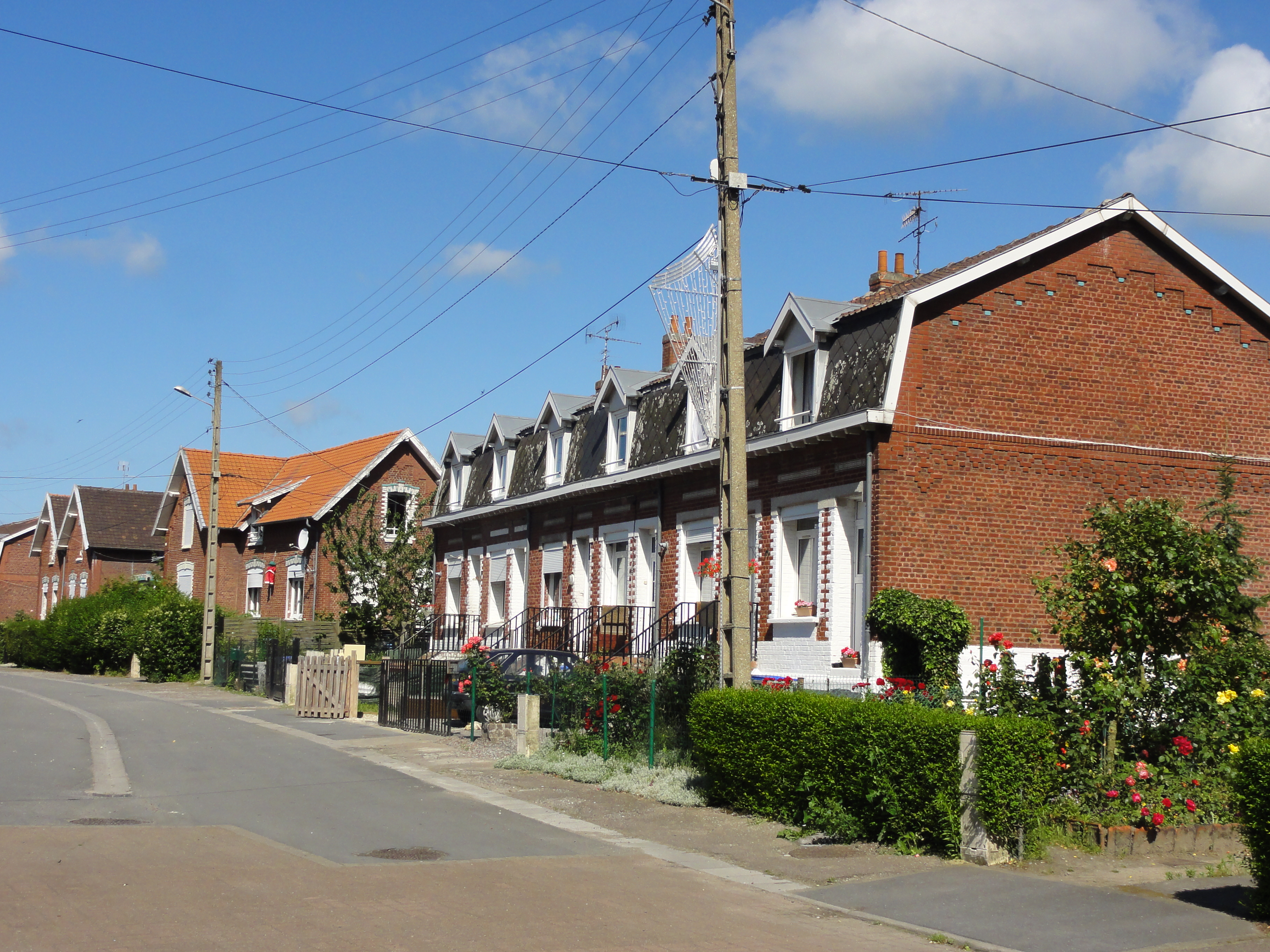
Frühere Bergarbeitersiedlung Cité de la fosse Heurteau des mines d'Anzin
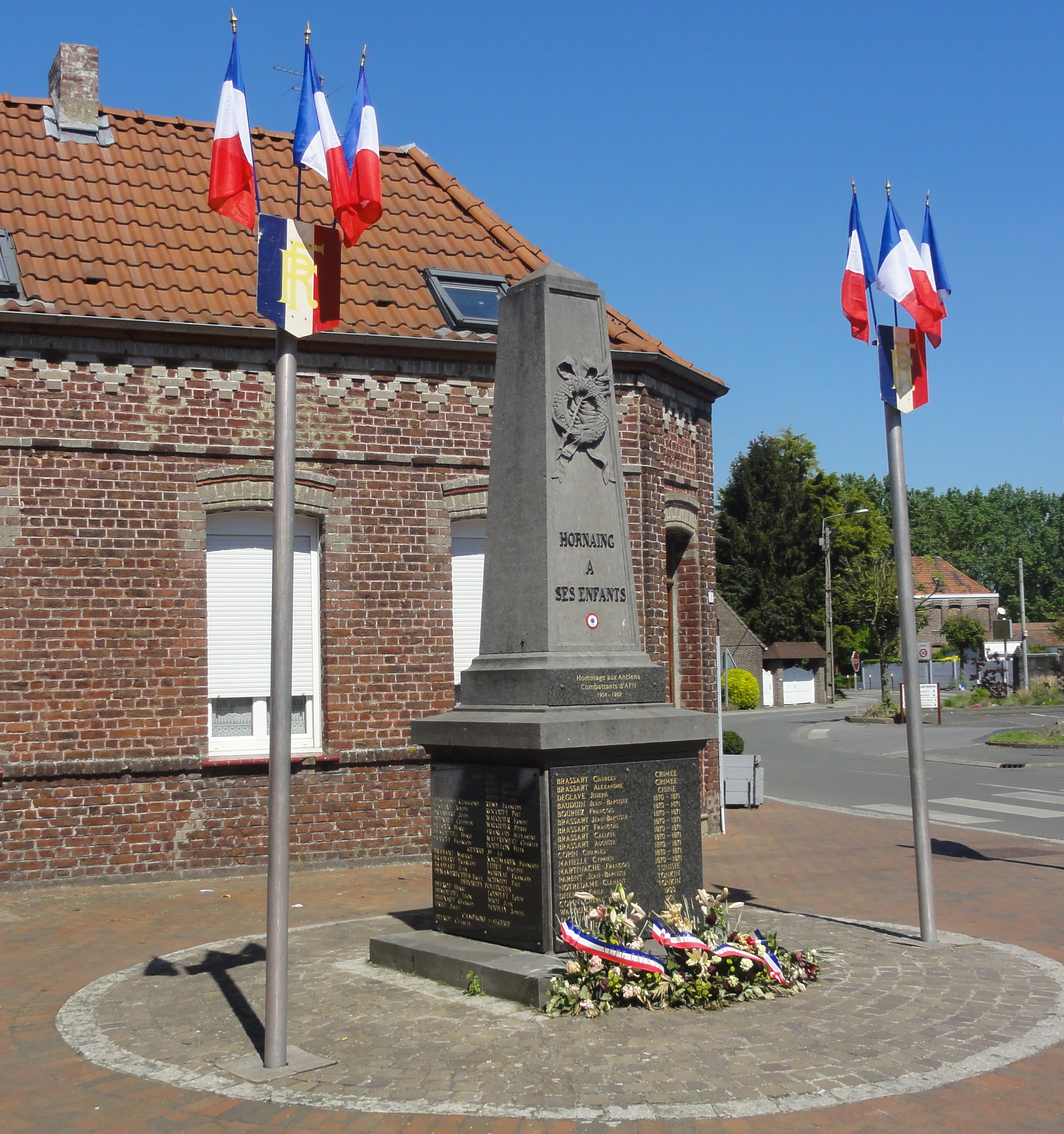
Gefallenendenkmal
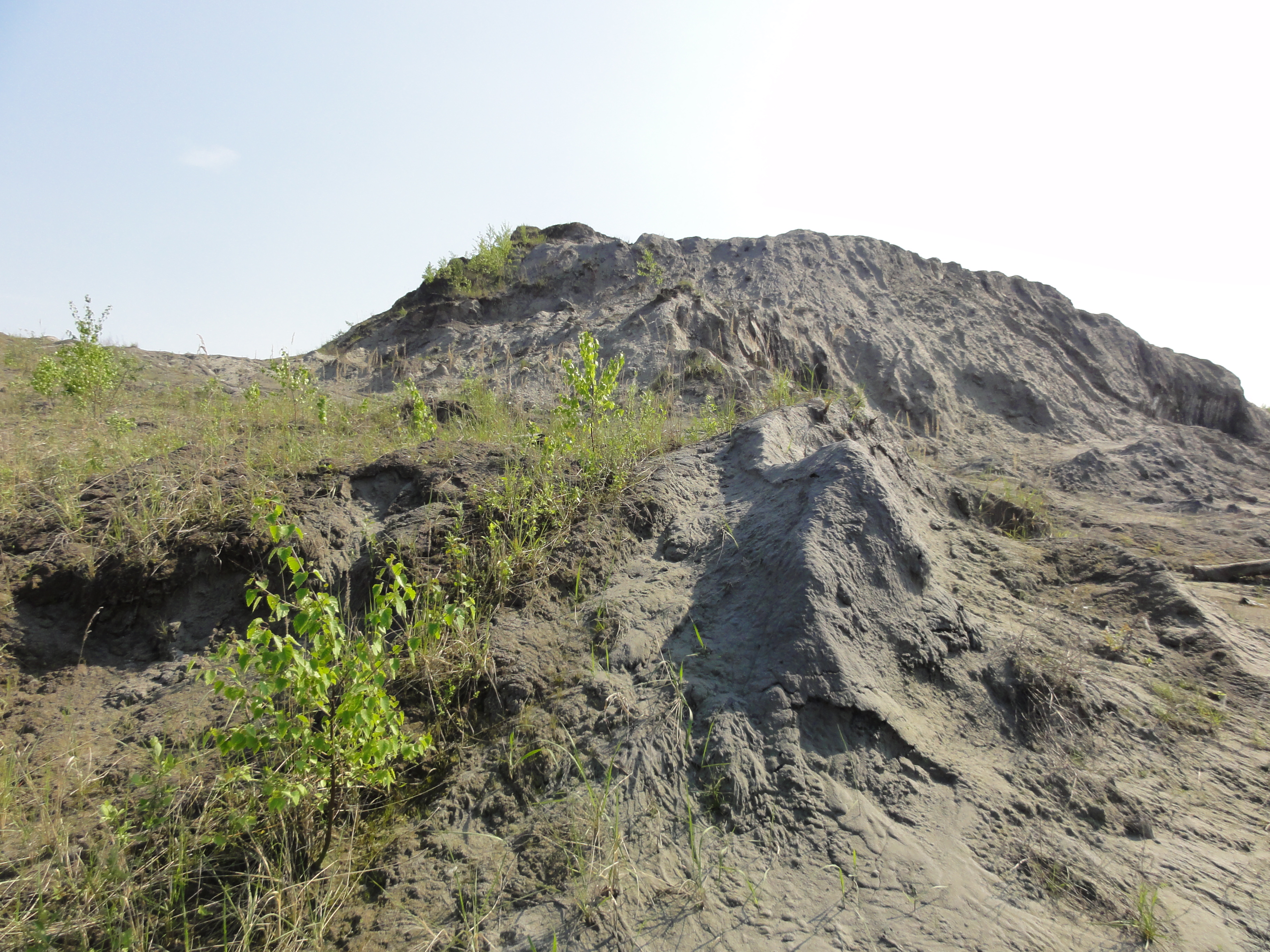
Bergbauhalde Terril n° 151
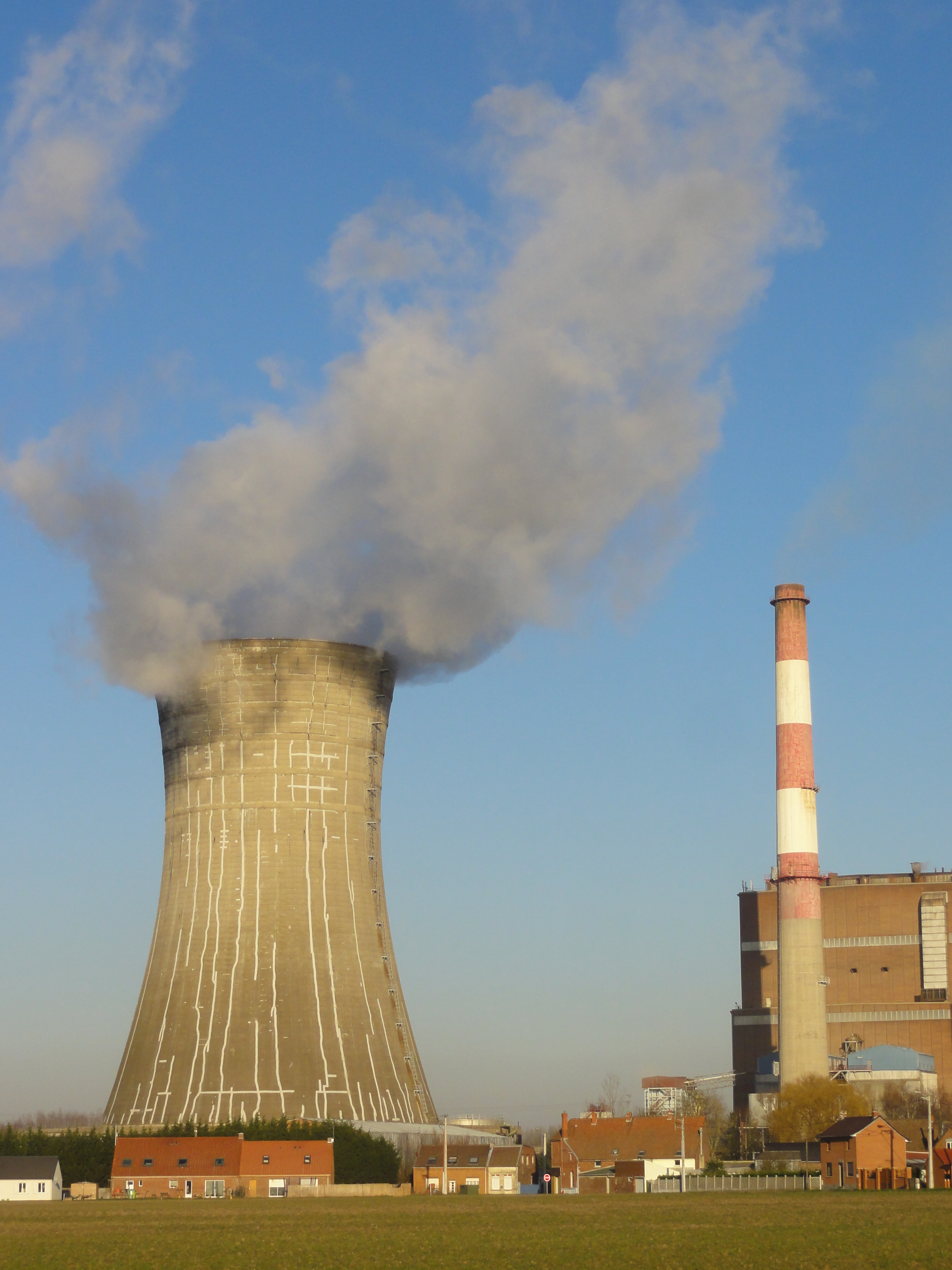
Heizkraftwerk Hornaing

## Gemeindepartnerschaft
Mit der italienischen Gemeinde Realmonte der Provinz Agrigent auf Sizilien besteht eine Partnerschaft.